# Лёгкая атлетика на летних Олимпийских играх 1904 — прыжки в длину
Соревнования по прыжкам в длину среди мужчин на летних Олимпийских играх 1904 прошли 1 сентября. Приняли участие десять спортсменов из трёх стран.

## Призёры
| Золото              | Серебро          | Бронза               |
| Майер Принштайн США | Дэниел Фрэнк США | Роберт Стэнглэнд США |

## Рекорды
| Мировой рекорд     | Питер О'Коннор (GBR)  | 7,61 м  | Дублин, Великобритания | 5 августа 1901 | (недоступная ссылка) |
| Олимпийский рекорд | Элвин Крэнцлайн (USA) | 7,185 м | Париж, Франция         | 15 июля 1900   |                      |

## Соревнование

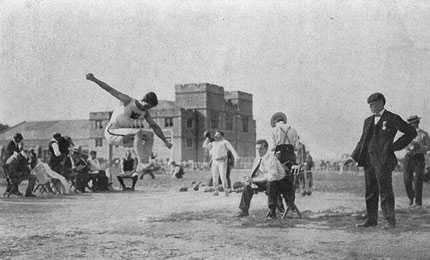
Майер Принштайн выполняет свой прыжок

| Место | Спортсмен                | Результат  |
| ----- | ------------------------ | ---------- |
| 1     | Майер Принштайн (USA)    | 7,34 м OR  |
| 2     | Дэниел Фрэнк (USA)       | 6,89 м     |
| 3     | Роберт Стэнглэнд (USA)   | 6,88 м     |
| 4     | Фредерик Энглхардт (USA) | 6,63 м     |
| 5     | Джордж ван Клиф (USA)    | Неизвестен |
| 6     | Джон Хэгерман (USA)      | Неизвестен |
| 7-10  | Корри Гарднер (AUS)      | Неизвестен |
| 7-10  | Лесли Мак-Ферсон (AUS)   | Неизвестен |
| 7-10  | Бела Мезо (HUN)          | Неизвестен |
| 7-10  | Джон Оксли (USA)         | Неизвестен |